# Dallas (Oregon)
Dallas – miasto w Stanach Zjednoczonych, w stanie Oregon, siedziba administracyjna hrabstwa Polk.